# Derek Pugh
Derek Charles Pugh (* 8. Februar 1926 in Tooting; † 2. Mai 2008 ebenda) war ein britischer Leichtathlet.
1946 fanden die ersten Europameisterschaften nach dem Zweiten Weltkrieg in Oslo statt. Im 400-Meter-Lauf gewann der Däne Niels Holst-Sørensen in 47,9 s vor dem Franzosen Jacques Lunis in 48,3 s, Derek Pugh wurde in 48,9 s Dritter. Zwei Tage später gewann die britische 4-mal-400-Meter-Staffel in 3:14,5 min Silber mit einer Zehntelsekunde Rückstand auf die französische Staffel.
Bei den Olympischen Spielen 1948 in London schied Pugh über 400 Meter im Viertelfinale aus. Die britische Staffel scheiterte bereits im Vorlauf.
Im Februar 1950 bei den British Empire Games in Auckland wurde Pugh über 440 Yards Vierter. Die englische 4-mal-440-Yards-Staffel gewann Silber hinter Australien. Bei den Europameisterschaften 1950 im August in Brüssel gewann Pugh in 47,3 s den Europameistertitel über 400 Meter vor Jacques Lunis. Die britische Staffel in der Besetzung Martin Pike, Leslie Lewis, Angus Scott und Derek Pugh als Schlussläufer gewann in 3:10,2 min vor den Staffeln aus Italien und Schweden.
Derek Pugh war 1949 und 1951 Meister der Amateur Athletic Association über 440 Yards.